# Вестфалія (Меріленд)
Вестфалія (англ. Westphalia) — переписна місцевість (CDP) в США, в окрузі Графство принца Георга штату Меріленд. Населення — 11 770 осіб (2020).

## Географія
Вестфалія розташована за координатами 38°50′25″ пн. ш. 76°49′27″ зх. д. / 38.84028° пн. ш. 76.82417° зх. д. (38.840148, -76.824049).  За даними Бюро перепису населення США в 2010 році переписна місцевість мала площу 34,44 км², з яких 34,37 км² — суходіл та 0,07 км² — водойми.

## Демографія
Згідно з переписом 2010 року, у переписній місцевості мешкало 7266 осіб у 2630 домогосподарствах у складі 1894 родин. Густота населення становила 211 особа/км².  Було 2755 помешкань (80/км²).
Расовий склад населення:
| - 83,2 % — чорних або афроамериканців - 11,1 % — білих - 1,0 % — азіатів - 0,4 % — корінних американців - 1,6 % — осіб інших рас |

До двох чи більше рас належало 2,7 %. Частка іспаномовних становила 3,6 % від усіх жителів.
За віковим діапазоном населення розподілялося таким чином: 24,9 % — особи молодші 18 років, 66,0 % — особи у віці 18—64 років, 9,1 % — особи у віці 65 років та старші. Медіана віку мешканця становила 38,9 року. На 100 осіб жіночої статі у переписній місцевості припадало 87,3 чоловіків;  на 100 жінок у віці від 18 років та старших — 82,7 чоловіків також старших 18 років.
Середній дохід на одне домашнє господарство  становив 111 549 доларів США (медіана — 95 357), а середній дохід на одну сім'ю — 127 942 долари (медіана — 117 644). Медіана доходів становила 70 144 долари для чоловіків та 75 685 доларів для жінок. За межею бідності перебувало 4,9 % осіб, у тому числі 2,4 % дітей у віці до 18 років та 4,3 % осіб у віці 65 років та старших.
Цивільне працевлаштоване населення становило 3882 особи. Основні галузі зайнятості: публічна адміністрація — 24,1 %, науковці, спеціалісти, менеджери — 18,2 %, освіта, охорона здоров'я та соціальна допомога — 17,6 %.